# Ady (folyó)
Az Ady patak Franciaország területén, a Créneau mellékvize.

## Földrajzi adatok
A patak Aveyron megyében Balsac-nál ered 585 méteren, és a Créneau-ba folyik. Hossza 14,2 km.

## Megyék és helységek a folyó mentén
- Aveyron : Valady, Marcillac-Vallon